# Sosnówka (województwo świętokrzyskie)
Sosnówka – wieś w Polsce położona w województwie świętokrzyskim, w powiecie kieleckim, w gminie Nowa Słupia.
Według danych z 2011 roku miejscowość zamieszkiwało 512 osób.
| SIMC    | Nazwa              | Rodzaj     |
| ------- | ------------------ | ---------- |
| 0255674 | Nowa Sosnówka      | część wsi  |
| 0255680 | Nowy Cząstków      | część wsi  |
| 0255697 | Osiedle Górne      | część wsi  |
| 0255705 | Osiedle Stare      | część wsi  |
| 0255711 | Rudki              | część wsi  |
| 0255728 | Skowroniec         | część wsi  |
| 0255734 | Sosnówka-Cegielnia | przysiółek |
| 0255740 | Sosnówka-Łąki      | część wsi  |
| 0255757 | Stara Sosnówka     | część wsi  |

W latach 1975–1998 miejscowość położona była w województwie kieleckim.
Przez miejscowość przebiega droga wojewódzka nr 756.